# Courtoin
Courtoin é uma comuna francesa na região administrativa de Borgonha-Franco-Condado, no departamento de Yonne. Estende-se por uma área de 6,5 km². Em 2010 a comuna tinha 35 habitantes (densidade: 5,4 hab./km²).